# Service-Management
Service-Management oder Dienstleistungsmanagement ist ein Verfahren zur Optimierung von Dienstleistungen und stellt als Bereich innerhalb des Supply-Chain-Managements (Lieferkettenmanagement) die Schnittstelle zwischen dem Verkauf eines Produktes und dem Kunden dar.

## Ziele
Ziel des Service-Managements ist es, Versorgungsketten (Supply Chains) mit einem starken Fokus auf Dienstleistungen, die normalerweise komplexer sind als sogenannte Finished-Goods (Fertiggüter), zu optimieren. Oft benötigen auf Dienstleistungen fokussierte Supply Chains größere Lager und eine stärkere Einbindung des Außendienstes sowie anderer (fremder) Dienstleister, da die Lagerabrufe unregelmäßiger sind und z. B. im Falle von Produktionsstillstand beim Kunden eine schnelle Lieferung von Ersatzteilen gewährleistet sein muss. Deshalb ist es hier nötig, unsichere und schwankende Bedarfe durch eine ausgereifte Informationstechnik und koordinierte Produktströme auszugleichen. Ferner ist es Ziel des Service-Managements, alle Service-Prozesse über diverse Standorte mit einer großen Anzahl von Produktteilen und über mehrere Ebenen der Versorgungskette zu koordinieren und zu optimieren. Letzteres geschieht zunehmend durch ausgereifte Enterprise-Resource-Planning-Software (ERP), mit Hilfe derer die gesamte Geschäftsprozesskette automatisiert auf einer elektronischen Plattform abgebildet und abgewickelt wird.
Typischerweise machen Services, die nach dem Verkauf eines Produktes angeboten werden, weniger als 20 Prozent des Gesamtumsatzes aus. Bei den innovativsten Unternehmen im Bereich Service beläuft sich dieser Wert allerdings oft auf mehr als 50 % des Gewinns. Die Grundvoraussetzung dazu sind effizientes Kundenmanagement und Kundenbindung. Denn Kunden kaufen vor allem dann, wenn sie mit den zusätzlichen Leistungen zufrieden sind. Dies ist beispielsweise der Fall, wenn eine hohe Erreichbarkeit sichergestellt ist, Ersatzteile rasch geliefert werden oder Hilfe schnell vor Ort ist. Service-Management umfasst so auch Aspekte eines Kundenwertemanagements und die Planung und Gestaltung der angebotenen Service-Leistungen. Zum Service-Management gehört deswegen auch die Einsatzplanung des Servicepersonals. Dabei kann es sich um eine Hotline handeln, die rund um die Uhr besetzt ist, aber auch um Außendienstmitarbeiter, die Reparaturen oder Wartungen vor Ort durchführen.

## Entwicklung
Traditionell als „notwendiges Übel“ angesehen, wird innovatives Service-Management immer mehr zu einem festen Bestandteil der Strategien großer Unternehmen. Um Wachstum und Kundenbindung in einem umkämpften Markt zu gewährleisten, realisieren führende Unternehmen immer mehr den Drang, ihren Servicebereich sowie beispielsweise das Ersatzteilmanagement zu verbessern.
Seit der zunehmenden Verbesserung der technischen Möglichkeiten auf der Basis von leistungsfähigeren Mobilfunknetzen und Endgeräten (Notebooks, Smartphones und PDAs) werden hier etwa seit dem Jahr 2000 sog. „mobiler Kundendienst“ oder „mobiler Service“ immer mehr zum Thema, bei dem der komplette Kundendienstablauf vom Kundenanruf bis hin zum Vor-Ort-Einsatz des Servicetechnikers, der Einsatzrückmeldung und der Abrechnung digital gesteuert wird.

## Vorteile
Es gibt verschiedene Gründe für Unternehmen, Service-Management zu etablieren bzw. zu verbessern:
- Transparenzgewinn über die Abwicklung der externen Geschäftsprozesse
- Kostenreduzierungen durch die Integration von Service und Produktlogistik
- Senkung der Lagerhaltungskosten durch die Reduzierung des Lagerbestandes von Ersatzteilen
- Optimierung der Qualität des Kundenservices
- Erhöhung des Umsatzes, der durch Kundenservice erzielt wird
- Verhinderung der Veralterung von Ersatzteilen durch verbesserte Vorhersagbarkeit des Teilebedarfs.

## Teilbereiche
Service Management kann in sechs verschiedene Teilbereiche unterteilt werden, die Unternehmen berücksichtigen sollten:
- Service-Strategie und -Angebote
  - Definition der Strategie im Servicebereich
  - Definition und Positionierung der Serviceangebote
  - „Go-to-Market“-Strategie
  - Portfoliomanagement für den Servicebereich

- Ersatzteillogistik
  - Lagermanagement
  - Bedarfsmanagement
  - Ersatzteilauswertung (welche Teile sind regelmäßig defekt)

- Retouren-, Reparatur- und Garantiemanagement
  - Logistik für Retouren
  - Wiederverwertung

- Außendienst (Field force effectiveness)
  - Befähigung von Technikern
  - Einplanung von Serviceaufträgen
  - Fahrt zum Kunden mit anschließender Reparatur / Wartung / Serviceleistung
  - Mobiler Kundendienst

- Kundenmanagement
  - Bestellungen und Verfügbarkeit
  - Klärung von Fragen
  - Technische Dokumentation
  - Rechnungsstellung

- Verwaltung von Anlagevermögen, Aufgabenterminierung, Eventmanagement
  - Teleservice
  - Diagnostik, Testing
  - Optimierung des Anlagevermögens

## IT-Service-Management
Sehr umfassend und eigenständig wird Service-Management in der Informationstechnologie betrachtet. Im IT-Service-Management (ITSM) hat sich der Best-Practice-Leitfaden ITIL als De-facto-Standard durchgesetzt.

## Digitalisierung und Automatisierung
Nicht zu verwechseln mit IT-Service-Management ist die steigende Digitalisierung und Automatisierung im Service. Diese betrifft alle Teilbereiche gleichermaßen. Durch die Verwendung von Service-Management-Software – oft in Verbindung im ERP und CRM – sorgen digitalisierte Prozesse für eine besonders hohe Effizienz und damit für hohe Kundenzufriedenheit. Die Digitalisierung ermöglicht beispielsweise hohe Service-Level-Agreements und schnelle Reaktionszeiten, da Anfragen automatisiert aufgenommen und schnell bearbeitet oder über einen Einsatzleiter zugeteilt werden können. Eine Rolle spielt zunehmend auch der Bereich der Telematik – durch den Zugriff der Einsatzzentrale auf Navigationsgeräte in den Fahrzeugen der Techniker lässt sich zentral steuern, welcher Kunde als Nächstes an der Reihe ist. Dadurch ist es möglich, auch Störungen zeitnah zu beheben und weniger dringende Wartungen gegebenenfalls zu verschieben. Auch Kundendienst und Support profitieren davon, dass Kundendaten direkt im CRM eingesehen und Kundenanfragen so zügig beantwortet werden können, ohne dass wiederholtes Nachfragen nötig ist. Hilfreich ist zudem eine Vertragsverwaltung, über die im Service-Innendienst nachvollzogen werden kann, welche Ersatzteile und Dienstleistungen bereits abgegolten und welche noch zu berechnen sind.

## Serviceplanung
Die Serviceplanung umfasst die Planung der Serviceaktivitäten. Hier sind die operative und die strategische Planung zu unterscheiden.

### Operative Serviceplanung
Bei der operativen Serviceplanung geht es um den optimalen Einsatz der vorhandenen Ressourcen für die Abwicklung der anstehenden Serviceaufträge, also die Zuordnung der Mitarbeiter anhand der Kompetenzen und Erfahrungen zu den verschiedenen Kunden, die Reiseplanung der Servicemitarbeiter, die Optimierung der Raumauslastung auf kurze Sicht usw.

### Strategische Serviceplanung
Die strategische Serviceplanung dient der Abstimmung zwischen den Serviceaktivitäten auf operativer Ebene und den strategischen Zielen auf globaler Unternehmensebene. Hierzu gehören z. B. auch die Planung des zukünftigen Personalbedarfs, die Umsatz- und Ergebnisplanung auf längere Sicht sowie die Entwicklung neuer Dienstleistungen im Rahmen des Service Engineering.

## Service-Controlling
Im Rahmen des Service-Controllings werden Kennzahlen ermittelt, die Auskunft geben über die Profitabilität des Service und über Ansatzpunkte für weitere Optimierungen. Bei Autohäusern z. B. hat der Service im Vergleich zum Neuwagengeschäft überdurchschnittliche Margen. Die Entwicklung der Kennzahlen über die Zeit gibt Auskunft über die Wirkung getroffener Maßnahmen z. B. in der Preisgestaltung oder die Wirkung von Werbemaßnahmen. Auch ein Benchmarking ist auf Basis dieser Kennzahlen möglich.
Mögliche Kennzahlen:
- Service Umsätze nach Produkt, Periode, Markt
- Service-Deckungsbeiträge
- Service-Kosten und deren Verteilung
- Effizienz des Mitarbeitereinsatzes
- Ersatzteile-Verfügbarkeit, Service-Grad und Lagerhaltungskosten
- Kosten pro Anruf z. B. in Callcentern[4]
- Rücklauf-Kosten: Anfragen, die wiederholt auftreten oder bei deren Lösungen es zu weiteren Problemen kommt
- Produktivität der Service-Mitarbeiter

### Service-Kosten
Typische Kostenarten im Service sind:
- Personalkosten
- Raumkosten (Miete, Pacht, Energie…)
- Fahrzeugkosten und andere Reisekosten
- Materialkosten (Ersatzteile, Hilfsstoffe wie z. B. Schmiermittel)
- Frachtkosten z. B. für Ersatzteile

### Kundenzufriedenheit
- Anzahl Reklamationen pro Periode
- Garantiekosten pro Periode
- Verhältnis Anzahl Kunden/Geräte zu Störungen/Reklamationen (pro Periode)

### Kennzahlen
- Raumauslastung z. B. bei Sprachschulen, in Arztpraxen oder bei Seminaranbietern
- Verhältnis von verkauften zu geleisteten Stunden des Personals als Kennzahl für die Effizienz des Personaleinsatzes